# Nachtjagd

distintivo della Nachtjagd.

La Nachtjagd, tradotto in italiano come "caccia notturna", era una specialità aeronautica della Luftwaffe nata agli inizi della seconda guerra mondiale per contrastare le incursioni notturne dei bombardieri britannici del Bomber Command sulle città tedesche. 
Sviluppata all'inizio con mezzi limitati, si trasformò progressivamente, grazie soprattutto al generale Josef Kammhuber, in un'organizzazione complessa ed efficace basata su sistemi di scoperta radar e direzione da terra dell'intercettazione da parte dei caccia notturni in collaborazione con la FlaK. A partire dal 1942 tuttavia, nonostante lo strenuo impegno dei piloti della Nachtjagd, i britannici, grazie ad una migliore organizzazione, all'aumento numerico dei bombardieri, all'introduzione di nuove tattiche e alla sofisticata tecnologia, riuscirono a scatenare campagne di bombardamento notturno contro le città tedesche sempre più devastanti infliggendo catastrofici danni umani e materiali alla popolazione della Germania nazista.

## Gli inizi
Durante la Grande Guerra era stata accumulata una certa esperienza nella caccia notturna, ma con la fine del conflitto quelle esperienze vennero perdute. Tuttavia durante gli anni trenta, la tecnologia applicata allo studio e allo sviluppo di apparecchiature radar aveva portato a produrre marchingegni giganteschi, ma sostanzialmente funzionanti. Alcuni studi avevano proposto lo sviluppo di apparecchiature aerotrasportabili, ma poca spinta venne data in quella direzione.

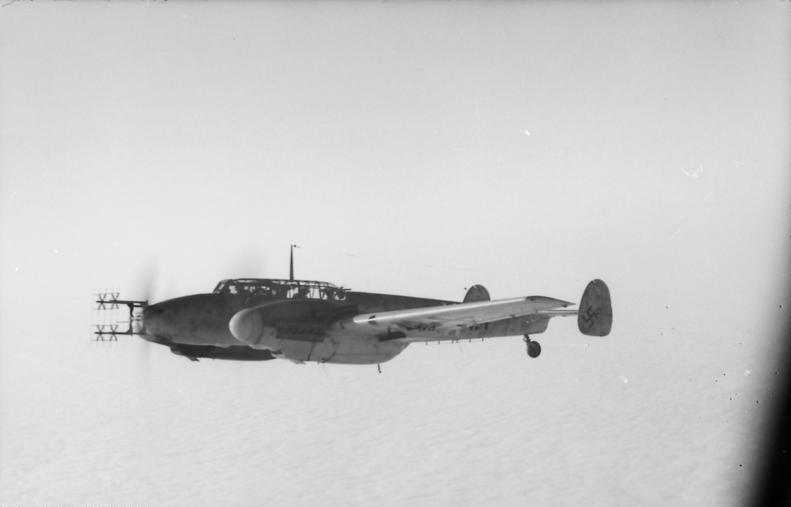
Un caccia notturno Messerschmitt Bf 110.

Con lo scoppio della seconda guerra mondiale e con il conseguente inizio delle operazioni di bombardamento del territorio tedesco da parte dell'aviazione inglese (RAF), si rese necessario contrastare i bombardieri notturni che scorrazzavano in lungo e in largo sull'Europa centrale. Divenne quindi indispensabile la creazione di reparti adeguati alla Caccia Notturna (CN). Le basi tecniche e organizzative di questi nuovi reparti vennero gettate dal Capitano Wolfgang Falk che, alla fine dell'aprile del 1940, nella base del suo ZerstorerGeshwadern 1, pensò concretamente a come contrastare i velivoli inglesi che sorvolavano la Danimarca ogni notte.
Il 26 giugno del 1940, alla presenza di Göring, Kesselring, Kastner e Udet, viene fondato il Nacht JagdGeshwadern 1 (NJG 1), ma le crescenti difficoltà operative stavano portando il reparto al suo scioglimento.

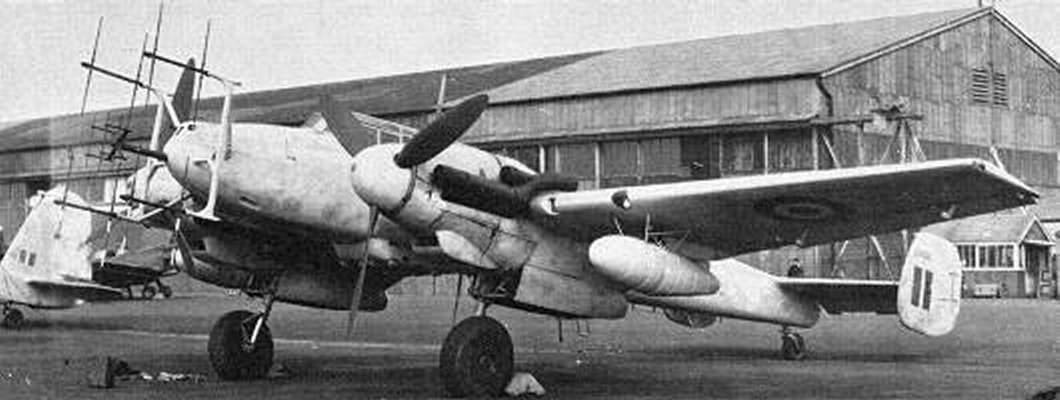
Un caccia notturno Messerschmitt Bf 110G-4 dotato di radar, con le insegne inglesi, dopo essere stato catturato

All'inizio del 1941 la CN era stata organizzata in sezioni operative. Queste (18) coprivano una fascia territoriale di oltre 800 km in larghezza e 35 in profondità. Ogni sezione aveva proiettori, radar e tre aerei a disposizione. Il radar Freya a lungo raggio era dislocato in testa alla sezione, mentre altri quattro radar Wurzburg, passando le informazioni alle stazioni di proiettori, facevano in modo che gli avversari fossero illuminati e soggetti all'azione di due caccia (Bf 110C e/o D).
Questo sistema venne presto aggirato dagli inglesi e rapidamente abbandonato.
Alla fine del 1941 nacque la caccia combinata composta dall'azione della contraerea (Flak9) e degli aerei. Le aree di intervento erano stabilite intorno alle città di Kiel, Brema, Duisburg, Colonia, Francoforte, Darmstadt, Mannheim e Monaco, ed ogni area era divisa in tre sezioni in ognuna delle quali era presente un radar Freya a lungo raggio e due Wurzburg Riese a corto raggio. Quando i Wurzburg Riese avevano intercettato i nemici, passavano le informazioni al comando contraereo che allertava la Flak e gli aerei. La Flak doveva limitarsi ai 4.000 o agli 8.000 metri se i caccia non erano nei paraggi. Malgrado una ferrea organizzazione, alcuni velivoli tedeschi vennero abbattuti o danneggiati dalla Flak amica: per questi motivi venne presto abbandonata.

## Caccia Notturna a lungo raggio
Accanto al I/NJG 1 venne costituito il I/NJG 2 equipaggiato con Dornier Do 17 e Junkers Ju 88 e comandato dal Capitano Heyse. Lo scopo della creazione di questo nuovo reparto e della sua dotazione aerea era quello di intercettare e abbattere i bombardieri inglesi nella delicata fase di rientro in Inghilterra.

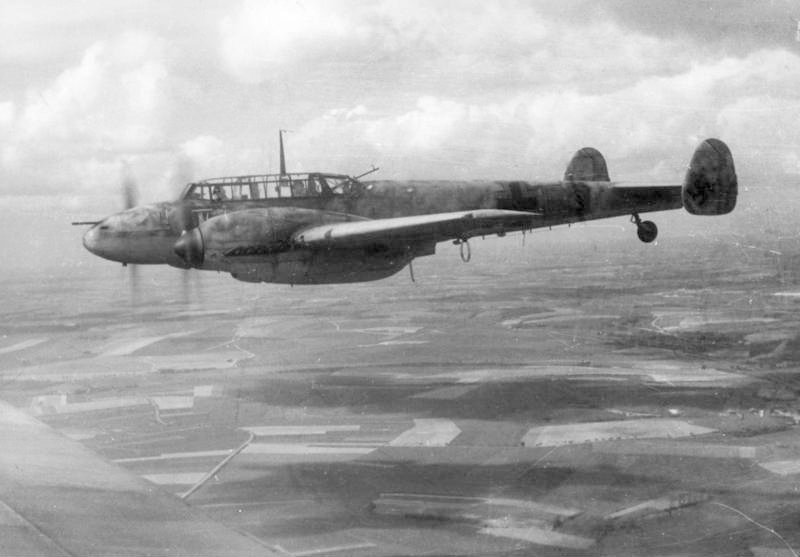
Un caccia pesante bimotore Me 110 della Nachtjagd.

Attraverso intercettazioni radio, i caccia tedeschi andavano a compiere il loro lavoro nei punti in cui i bombardieri inglesi si radunavano per il rientro. In questa delicata fase, i bombardieri erano molto esposti al fuoco ed i successi non tardarono ad arrivare ed anche in numero considerevole. Tuttavia, il 12 ottobre del 1941 Hitler stesso ordinò la sospensione delle operazioni con questa tattica: i motivi furono che le vittorie erano scarsamente documentate e che l'abbattimento dei bombardieri provocava grandi danni una volta giunti al suolo, tanto che la popolazione fu costretta a correre nei rifugi per sfuggire ai resti dei velivoli abbattuti piuttosto che delle bombe. Questa tattica fu ritentata nel 1945, ma le condizioni belliche erano disastrose e venne definitivamente abbandonata.
Qualche impresa di Caccia Notturna avvenne anche sul fronte russo-balcanico e su quello Nord-africano. Degni di nota sono i sei bombardieri russi abbattuti dal tenente Leykauf a bordo del suo Messerschmitt Bf 109 G, nella notte del 23 giugno del 1941. Su questo fronte venne costituito il reparto IV/NJG 5, comandato dal nobile Prinz zu Sayn-Wittgenstein e le vittorie raggiunsero una certa regolarità.
Sul fronte africano, le mansioni di caccia notturna erano affidate al I/NJG 2 e 3; tuttavia con la progressiva perdita dei territori nord africani, le basi dei caccia notturni dovettero essere spostate in territorio siciliano.

## Il sistema Himmelbett
L'estate del 1941 segnò l'inizio dell'applicazione del sistema Himmelbett (baldacchino), che rimarrà in vigore fino alla fine del conflitto. Le stazioni di Himmelbett erano dotate di:
- Un radar Freya per acquisire il bersaglio a distanza (150 km circa)
- Un radar Wurzburg-Riese per l'acquisizione dei bombardieri nemici
- Un radar Wurzburg-Riese per il controllo dei caccia notturni
- Tre caccia pronti al decollo

Con questa dotazione, la tattica era quella di agganciare i bombardieri a circa 150 km di distanza e le informazioni venivano passate ai radar Wurzburg per il controllo dei bombardieri. A questo punto i Wurzburg per il controllo caccia, dirigevano questi verso i bombardieri. Il punto debole era dato dal fatto che in ogni singola area territoriale c'era un solo caccia (gli altri due erano a disposizione). Ben presto gli inglesi capirono che concentrando molti bombardieri in una sola area, potevano incontrare al massimo tre velivoli da caccia notturna. Il sistema venne in seguito modificato di fronte al catastrofico fallimento nel contrastare la tattica del Bomber stream del Bomber Command.

## Gli occhi elettronici della Caccia Notturna
Lo sviluppo di ricerche in campo elettronico per la produzione di radar e contromisure, rappresenta un interessante capitolo nella storia della CN tedesca della seconda guerra mondiale.
Gli ingegneri tedeschi svilupparono il FuG 227 Flensburg per essere avvertiti della presenza del radar inglese Monica che equipaggiava i bombardieri. Il primo radar di bordo ad essere impiegato operativamente fu il FuG 202, che aveva caratteristiche che permettevano di chiudere la breccia che si verificava tra le potenzialità del Wurzburg e l'obiettivo da raggiungere. Infatti il radar di terra conduceva il pilota nei pressi dell'obiettivo, ma tutto il resto dell'intercettazione doveva essere completato dal pilota. Con il FuG 202, il radio operatore riusciva a condurre il pilota proprio sopra le formazioni dei bombardieri. A questo punto interveniva il sistema Naxos che intercettava le emissioni del radar inglese H2S e permetteva un ulteriore avvicinamento.

## La Wilde Sau
Una delle molte idee studiate per difendere il Reich derivò dal maggiore Hajo Herrmann. L'idea era quella di impiegare caccia monomotori del tipo Bf 109G-6 e Focke-Wulf Fw 190 tipo A-8 per la caccia notturna. Essi venivano diretti verso i bombardieri i quali, illuminati da riflettori a terra, divenivano facile preda dei caccia.
Dopo alcune positive prove con aerei sperimentali, il maggiore Hermann fondò lo JagdGeshwadern 300 il 26 giugno 1943. Questo tipo di caccia venne chiamato "Wilde Sau" o "Cinghiale Selvaggio" perché la tattica di questo animale è quella di creare scompiglio negli avversari, ma i caccia monomotori crearono meno scompiglio ai bombardieri poiché durante le azioni il pilota aveva molte difficoltà a seguire gli strumenti e distinguere tra amici e nemici. Le difficoltà del volo strumentale provocarono molti incidenti anche nelle normali manovre di atterraggio e molti piloti rimasero uccisi in questi incidenti. A seguito proprio di queste disavventure, la Wilde Sau tornò alle operazioni diurne.

## Nuovi velivoli

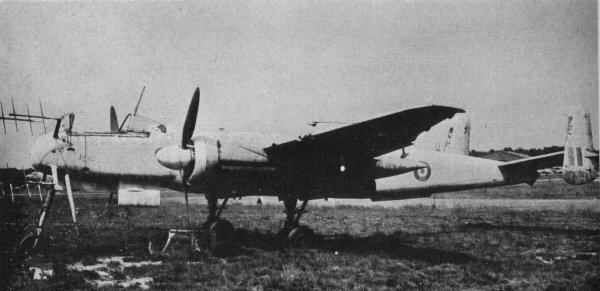
Il nuovo caccia notturno Heinkel He 219

Fino a questo punto le missioni di caccia notturna avevano dato qualche soddisfazione, ma l'impiego, da parte degli inglesi, di caccia notturni dedicati alla scorta dei bombardieri, rese la vita ai piloti tedeschi veramente difficile. Il problema era dovuto al fatto che i velivoli impiegati erano degli adeguamenti di caccia impiegati durante il giorno. Nulla era stato progettato e realizzato appositamente per una mansione tanto delicata. Questo era motivato dal fatto che i tedeschi credevano che la guerra sarebbe finita in breve tempo e che lo sviluppo e la produzione di un velivolo dedicato, avrebbe distolto energie a quelli già in produzione. Alcuni progetti molto validi vennero poi ostacolati per favoritismi nei confronti di altre aziende, per esempio l'Heinkel He 219. Risolti i problemi iniziali, il velivolo della Heinkel si comportò in modo più che onorevole, ma la produzione fu quasi irrisoria.
Anche l'innovativo Messerschmitt Me 262, primo velivolo a reazione impiegato in missioni di guerra, venne valutato per l'impiego come caccia notturno. Dapprima valutato in versione monoposto, poi in versione biposto con radio operatore radar posteriore, offriva buone caratteristiche, ma ormai la guerra stava volgendo verso la fine e la produzione risultò quasi nulla.

## La fine
Con il procedere del conflitto, i territori in mano tedesca divenivano sempre più esigui e i confini extra germanici divenivano sempre più prossimi. In questo modo ai caccia era dato pochissimo tempo per allertarsi e prendere quota. La situazione era quindi tragica, ma vennero comunque riportati alcuni successi. Con l'arrivo degli statunitensi e dei russi in territorio tedesco, la CN venne definitivamente chiusa.

## Velivoli
I velivoli più importanti che i tedeschi impiegarono per la specialità della Caccia Notturna furono i seguenti:
- Messerschmitt Bf 110 nelle versioni C, D e G
- Junkers Ju 88 nelle versioni A-4, C-6, G (1 e 7) ed R
- Dornier Do 17Z nella sottoversione Kauz I e II
- Dornier Do 217 nelle versioni J ed N
- Messerschmitt Bf 109G-6
- Focke-Wulf Fw 190A-8 e R-11
- Heinkel He 219 nelle versioni A-0 e A-7
- Messerschmitt Me 262B-1a/U-1
- Focke Wulf Ta 154A-3